# Messias (Fernsehreihe)
Messias (Originaltitel: Messiah) ist eine britische Krimiserie, die in loser Folge von der BBC Nordirland produziert wird, inhaltlich aber meist in England spielt.

## Allgemeines
Die Krimi-Reihe umfasst mittlerweile fünf Folgen (dt. Erstsendung vom ZDF): 
- Messiah (148' GB 2001, zweiteilig)
  - Die ersten Morde / Zeit der Abrechnung (13. Januar / 20. Januar 2003)
- Messiah 2: Vengeance Is Mine (180' GB 2002, zweiteilig)
  - Mein ist die Rache / Stunde der Vergeltung (13. März / 20. März 2005)
- Messiah: The Promise (180' GB 2004, zweiteilig)
  - Im Zeichen der Angst / Der Tod tilgt alle Schuld (13. Februar / 20. Februar 2006)
- Messiah: The Harrowing (180' GB 2005, zweiteilig) 
  - Stadt der Schmerzen / Die neun Kreise der Hölle (12. September / 13. September 2009)
- Messiah: The Rapture (120' GB 2008)
  - Die sieben Zeichen (7. Mai 2009 (dt. Erstsendung VOX) )

Vorlage für die Filme ist der Roman Messias von Boris Starling. Alle Teile der Serien haben bisher gemein, dass die Ermittler je einen Serienmörder zu fassen versuchen.

## Handlung
Im Mittelpunkt der Reihe steht in den ersten vier Doppelfolgen der Ermittler “Red” Metcalfe. Weitere Hauptfiguren in den ersten vier Teilen sind Kate Beauchamp, Duncan Warren' und Metcalfes Ehefrau Susan.
Die ersten Morde / Zeit der Abrechnung: 
Ein Serienmörder tötet auf grausame Weise erwachsene Männer, einzige Verbindung der Morde: Statt ihrer Zunge haben die Opfer einen silbernen Löffel im Mund. Später wird deutlich: Die Toten tragen die gleichen Vornamen wie die zwölf Apostel und die gewählte Todesart entspricht der, wie auch die Apostel selbst zu Tode gekommen sind. Der Mörder tut dies, weil er sich für einen neuen Messias hält.
Mein ist die Rache / Stunde der Vergeltung: 
Ein Serienmörder versucht, alle Personen zu ermorden, die an der irrtümlichen Inhaftierung seines Vaters beteiligt waren.
Im Zeichen der Angst / Der Tod tilgt alle Schuld: 
Die Handlung beginnt mit einem Gefängnisaufstand, in dem Kate Beauchamp schwer verletzt und beinahe getötet wird sowie ein Gefangener bei lebendigem Leibe verbrannt wird. Im weiteren Verlauf scheiden die Beteiligten des Aufstandes einer nach dem anderen aus dem Leben.
The Harrowing: 
Metcalfe und sein Team müssen einen Täter fassen, der seine Morde nach dem Vorbild der Göttlichen Komödie von Dante verübt.
Die Sieben Zeichen: 
Nachdem Metcalfe seinen Ruhestand angetreten hat, wird DCI Joseph Walker sein Nachfolger zusammen mit DS Mel Palmer und DI Terry Hedges. Nach einem Auftrag im Nahen Osten müssen DCI Walker und sein Team einen Serienkiller in London fassen, der seine Opfer anhand der Sieben Zeichen der Apokalypse auf grausame Art und Weise ermordet.

## Auszeichnung
Messiah bekam 2002 beim Festival de Télévision de Monte-Carlo in Monaco die Goldene Nymphe in der Kategorie Herausragende Dramaserie zuerkannt.

## Dienstgrade
1. ↑  DCI (auch: D.C.I.) steht für: Detective Chief Inspector, ein Dienstrang der britischen Polizei, der unserem Kriminal- bzw. Polizeihauptkommissar entspricht
2. 1 2  DS (auch: D.Sgt.) steht für: Detective Sergeant, ein Dienstrang der britischen Polizei
3. ↑  DI (auch: D.I.) steht für: Detective Inspector, ein Dienstrang der britischen Polizei

Die mit wachsenden Aufgaben steigenden Dienstgrade der britischen Kriminalpolizei lauten üblicherweise:
- Detective Constable, Sergeant, Inspector, Chief Inspector, Superintendent, Chief Superintendent,…